# 紀男麻呂
紀 男麻呂（き の おまろ）は、古墳時代の豪族。姓は臣。系譜は明らかでない。

## 経歴
任那を滅ぼした新羅を攻めるために、欽明天皇23年（562年）に大将軍として朝鮮半島に派遣される。新羅が任那を攻めたときの様子を問責するために、哆唎（たり。現在の大韓民国全羅南道栄山江東岸辺あたりか?）から任那に入ると、薦集部登弭（こもつめべ の とみ）を百済に遣わせて新羅攻撃計画の打ち合わせをさせた。登弭は移動の途中で軍の機密文書や弓矢を紛失したことから、攻撃計画が新羅の知るところとなり、新羅は急に大軍を動員して故意に敗北を重ねて降伏を請うた。男麻呂は新羅軍を破って百済軍に合流すると、勝っていても安心せずに危急に備えるべき旨、配下の士卒に注意を促したという。
用明天皇2年（587年）に発生した丁未の乱では、男麻呂は巨勢比良夫・膳賀陀夫・葛城烏那羅らと共に大臣・蘇我馬子側に従って大連・物部守屋を討った。
崇峻天皇4年（591年）巨勢比良夫・巨勢猿・大伴囓・葛城烏奈良と共に大将軍に任ぜられ、任那再興のために2万人以上の兵を率いて筑紫まで出陣する。その後、崇峻天皇暗殺事件の発生もあって朝鮮半島への進軍は行われず、推古天皇3年（595年）大将軍らは都に帰還した。

## 子孫
『続日本紀』延暦10年12月甲子条によれば、伊予国越智郡人の正六位上・越智直広川等5人が、広川等の7世先祖の紀博世が推古天皇の時代に伊予国に遣わされ、博世の孫の紀忍人が越智直の女を娶ったことで、庚午年籍で誤って母姓の越智直姓を負うようになってしまったため、本姓である紀臣に改姓したいと願い出ている。紀博世の父を男麻呂であるとする説が存在する。